# Moldovas flag
Moldovas flag er en tricolore med farverne blå, gul og rød (fra venstre mod højre). Moldovas rigsvåben er afbildet på flaget.
Moldovas flag har de samme farver som Rumæniens flag, en henvisning til, at Moldovas befolkning taler rumæænsk og, at landet frem til den sovjetiske befrielse i 1940 var en del af Rumænien. Ligheden med flagene for Andorra og Tchad er tilfældig.